# Teddy Reno
Ferruccio Merk Ricordi, cunoscut ca Teddy Reno, (n. 11 iulie 1926, Trieste, Regatul Italiei) este un cântăreț italian, naturalizat în Elveția.